# Karel František Tepper
Karel František Antonín Tepper, někdy uváděn Carolus Töpper (20. října 1682 Chrudim – 14. listopadu 1738 Velké Meziříčí) patřil k zakladatelům barokní fresky na Moravě. Byl činný ve Velkém Meziříčí, Jihlavě, Brtnici, Polné, Olomouci, Velehradě, Žďáru nad Sázavou a Jaroměřicích nad Rokytnou.

## Život
Tepper se narodil v Chrudimi ale již po roce 1700 se usadil ve Velkém Meziříčí, 1707 se zde oženil s dcerou hejtmana, Annou Terezií Pacherovou a roku 1715 se stal zdejším měšťanem. O jeho malířském a freskařském školení a místech pobytu před odchodem do Meziříčí není nic známo, předpokládá se, že mohl být žákem chrudimského malíře Jiřího Vojtěcha Kubaty.
Strýc Jakub Felix Pacher byl zámeckým kaplanem a majitelé zámku, hrabě a komtesa z Ugarte se stali kmotry všech pěti Tepperových dětí. J. F. Pacher zprostředkoval Tepperovi kontakt se žďárským opatem Václavem Vejmluvou a patrně s olomouckou kapitulou. Dalšími důležitými zprostředkovateli byli meziříčský farář Gundakar Ondřej hrabě z Eghu, pozdější farář v Jaroměřicích nad Rokytnou a olomoucký vikář a místní bratrstvo podporující svatořečení Jana Sarkandera, založené J. F. Pacherem.

## Dílo
V zámku ve Velkém Meziříčí se Tepperovy práce nedochovaly, neboť roku 1723 vyhořel. Ve farním kostele se nachází jako připomínka Tepperův oltářní obraz sv. Floriána chránícího město před nebezpečím ohně.
Kolem roku 1715 jezuité Teppera povolali do Jihlavy, aby vyzdobil freskami klenbu tamějšího kostela sv. Ignáce (1717). Dnešní stav fresek je výsledkem pozdějších oprav a přemaleb. Další Tepperova práce v Jihlavě byla freska na klenbě divadelního sálu v budově jezuitského gymnázia, představující Parnas s Múzami a Pegasem (1727), která se nedochovala, stejně jako jeho fresky v kapucínském kostele.
S Tepperovou prací byl obeznámen hrabě Antonín Rombald Collalto. Ten ho po pozval roku 1723, po dvojí návštěvě císaře Karla VI. na svůj zámek v Brtnici (na požádání přístupné), aby zde vytvořil cyklus obrazů s tématy návštěv císařů Ferdinanda II. roku 1630, Ferdinanda III. roku 1638, Leopolda I. roku 1679, Josefa I. roku 1701 a Karla VI. v roce 1723. Soubor 11 pláten (každé o rozměru 340 x 240cm) obepíná celý hlavní sál zámku (Sál vjezdů). Další díla malíře pro bývalý brtnický klášter paulánů se nedochovala.
V roce 1724, ještě před dokončením obrazů v Brtnici, získal Tepper další zakázku v Polné. Je autorem některých fresek na klenbách a v kupoli hřbitovního kostela sv. Barbory, hlavního oltářního obrazu se sv. Barborou a dvou bočních oltářních obrazů zasvěcených sv. Dorotě a sv. Agátě.
Tepperovi je přisuzována také fresková malba v kostele svatého Mikuláše v Humpolci z roku 1727, který barokně upravoval Jan Blažej Santini-Aichel. Tepperovy fresky v kostele svatého Petra a Pavla v Úsobí byly zničeny při pozdější přestavbě.
Roku 1730 provedl Tepper nástropní fresku v slavnostním sále kapitulního proboštství v Olomouci, která na ploše 12 x 5 m znázorňuje Alexandra Velikého, jak po porážce Dareia III. v bitvě u Issu přijímá Dareiovu rodinu. Freska je inspirována stejnou scénou ve florentském paláci Pitti, kterou provedl Pietro da Cortona.
Opat cisterciáckého kláštera Studnice blahoslavené Panny Marie ve Žďáře nad Sázavou Václav Vejmluva pozval Teppera, aby provedl freskovou výzdobu v kapli sv. Antonína Paduánského v Ronově.
Fresky patří k vrcholným dílům malíře a opat Vejmluva jej krátce nato pověřil výmalbou monumentálního sálu situovaného v patře prelatury kláštera ve Žďáru nad Sázavou postavené v letech 1722–1734 podle návrhu Jana Blažeje Santiniho-Aichela. Další fresky v křížové chodbě, kde Tepperovo autorství není jednoznačně doloženo, se dochovaly ve fragmentech a byly změněny pozdějšími přemalbami.
Kolem roku 1735 získal Tepper další zakázku na nástropní fresku sally tereny v klášterní prelatuře, kterou mu svěřil představený cisterciáckého kláštera na Velehradě Josef Malý.
Ještě během dokončování této fresky si objednal u Teppera výzdobu monumentální kupole chrámu sv. Markéty v Jaroměřicích nad Rokytnou majitel tamějšího zámku a mecenáš umění Jan Adam z Questenberka. Na tomto svém posledním rozsáhlém díle pracoval malíř roku 1737.
Tepperovo autorství některých oltářních obrazů, které mu byly v minulosti připisovány (Stonařov, Netín), se jeví sporné. Kromě tří oltářních obrazů v Polné je s jistotou autorem obrazu sv. Floriána ve Velkém Meziříčí a je zmíněn jako autor zdejších obrazů Svaté Trojice, Ukřižování a sv. Ignáce (nedochován).
Tepper byl autorem předloh k mědirytům ve spise Oslava Marchionatus Moraviae Flumen (1728) a grafické veduty Velkého Meziříčí. Jiné grafické listy zmiňované ve starší literatuře se nedochovaly.